# Josep Montaner Rincon
Josep Montaner Rincon (Reus, 15 de febrer de 1813 - 11 de desembre de 1888) va ser un advocat i arxiver català.
Fill de Tomàs Montaner, advocat de Falset, i de la reusenca Josepa Rincon, era nebot de Joan Rincón Gil, que havia estat alcalde de Reus el 1822, durant el Trienni liberal. Per la seva fortuna i pel bon exercici de la seva professió de jurisconsult, era molt ben considerat i estava integrat dins de l'alta societat reusenca. La necrològica que va publicar sobre ell el diari Lo Somatent deia que «freqüentava els salons de les cases de Simó i madame Barret».
Es va dedicar també a la producció de vins i va divulgar nous sistemes per a perfeccionar l'envelliment del vi, sense abandonar l'exercici de l'advocacia. Va ser també un dels fundadors de Banc de Reus. Quan va morir l'erudit i historiador reusenc Andreu de Bofarull, Josep Montaner el va succeir en el càrrec d'arxiver i bibliotecari municipal, que, a dir de Josep Olesti, va desenvolupar amb gran satisfacció de l'administració i dels ciutadans. Va recopilar en diverses llibretes aspectes de la història local i biografies de personatges de Reus. En el moment de la seva mort recollia informació per elaborar la biografia d'un reusenc poc conegut, el bisbe Alzina, coetani i company de ministeri del prelat de Pittsburgh Miquel Domènech Veciana. Quan va morir, l'Ajuntament va replantejar el càrrec d'arxiver-bibliotecari i va pensar en que havia de buscar algú que fes també la feina de cronista de la ciutat, donada la importància i la divulgació que havien tingut els Anales históricos de Reus publicats per Bofarull. El 21 de desembre de 1888, un parell de setmanes després de la mort de Josep Montaner, l'ajuntament va convocar la plaça ja amb la nova definició d ’arxiver, bibliotecari i cronista. El 15 de març de 1889, va ser nomenat el primer cronista, arxiver i bibliotecari de la ciutat, càrrec al qual s'havien presentat dos candidats: el fill de Josep Montaner, Amafio Montaner Peletier, i l'advocat, polític i escriptor, Bernat Torroja Ortega. Després de valorar els mèrits de cadascú, va obtenir la plaça Bernat Torroja. Però d'ell, tot i la seva reconeguda capacitat, com tampoc dels cronistes que el van seguir, no s'ha conservat a l'Arxiu Municipal cap crònica de la ciutat.